# Pojemność życiowa

Podstawowe objętości i pojemności płuc.
Legenda
TLC – całkowita pojemność płuc
VC – pojemność życiowa
RV – objętość zalegająca
IC – pojemność wdechowa
FRC – czynnościowa pojemność zalegająca
IRV – objętość zapasowa wdechowa
TV – objętość oddechowa
ERV – objętość zapasowa wydechowa

Pojemność życiowa, pojemność życiowa płuc (ang. vital capacity, VC) – największa objętość powietrza, jaką można wydmuchać z płuc po wykonaniu maksymalnego wdechu.
Podczas spokojnego oddychania nabiera się pewną objętość powietrza, tak zwaną objętość oddechową (ang. tidal volume, TV). W każdym momencie można jednak zrobić głębszy wdech pobierając dodatkowo tak zwaną zapasową objętość wdechową (ang. inspiratory reserve volume, IRV). Podobnie w trakcie spokojnego oddychania w każdej chwili można pogłębić wydech o tak zwaną zapasową objętość wydechową (ang. expiratory reserve volume, ERV). Suma tych 3 składników (TV, ERV i IRV) stanowi pojemność życiową. Pojemność życiową określa się w trakcie wykonywania spirometrii.
Wartość pojemności życiowej zależy od wielu czynników, między innymi od płci, budowy ciała i siły mięśni oddechowych. U zdrowych mężczyzn zwykle wynosi od 2,0 do 6,7 litra, a u zdrowych kobiet od 1,2 do 4,6 litra.